# سامن
سامن مرکز بخش سامن و از توابع شهرستان ملایر در استان همدان است.
شهر سامن از کهن‌ترین شهرهای ایران محسوب می‌شود و همچنین شهر زیر زمینی سامن که قدمتش به دوران اشکانیان بازمی‌گردد، در زیر این شهر قرار دارد. امامزاده سام و حام در این شهر قرار دارد. مردم این شهر با زبان لری  سخن می‌گویند.

## جمعیت
جمعیت شهر سامن بر اساس سرشماری مرکز آمار ایران در سال ۱۳۹۵، ۴٬۷۲۴ نفر (۱٬۲۶۹ خانوار) بوده است. همچنین شهر سامن در موقعیت مرکز بخش سامن قرار دارد مردم این شهر لک تبار هستند و جمعیت بخش سامن طبق سرشماری سال ۱۳۹۵ ۳۱۰۶۰ نفر است.

## موقعیت
فاصله شهر سامن با شهرستان ملایر حدوداً °۱۰
کیلومتر است و نزدیک‌ترین روستاهای تابعه شهر سامن روستاهای نازول، نمازگاه، طجر، کهکدان، امیرالامرا و… هستند.
نزدیک‌ترین شهر به سامن، ملایر است که تقریباً
۱۵کیلومتر فاصله دارد. سامن از جنوب به استان لرستان متصل است. همچنین سامن به دلیل وجود راه‌های ارتباطی، یکی از مسیرهای مهم جابجایی مسافر و مخصوصاً کالا می‌باشد که ارتباط استان‌های جنوبی کشور را با استان‌های غربی و شمال غربی کشور برقرار کرده است. بلوار شهدای سامن در اکثر اوقات سال یکی از پرترددترین مسیرهای استان همدان است.
سامن از نظر جغرافیای دارای جاذبه‌هایی از جمله کوه‌ها و تپه‌های مشرف به باغات و مزارع و قنواتی از جمله قنات کیواره شالی، قنات دلزه، قنات میوا، قنات اسیلیه و همچنین باغات سرسبز میوه‌هایی از جمله گردو، انگور، آلبالو، گیلاس، زرد آلو، بادام است که در فصل بهار و تابستان این شهر را تبدیل به مقصد مسافران زیادی نموده است.
حمدالله مستوفی مورخ شهیر قرن هشتم هجری قمری هنگام گذر از مسیر سامن می‌نویسد: مسیر را جنگلی انبوه فرا گرفته بود که تا وقتی به نهاوند رفتم به علت انبوهی جنگل آفتابی دیده نمی‌شد.
همچنین در کتاب نادر شاه افشار آمده است از ملایر تا نهاوند جنگل‌ها به قدری انبوه بوده‌اند که آفتاب کمتر مشاهده می‌شده است. به‌طور نسبی آب و هوای سامن در زمستان‌ها سرد و پر برف و در تابستان‌ها سبز و پرآب و پوشیده از جنگل بوده است.

## جاذبه‌های دیدنی کهن شهر سامن

### برج خانقلی سامن
این برج خشتی وگلی، در محله چال خانقلی شهر سامن واقع شده و مربوط به دوره ایلخانی میباشد و قدمت آن به حدود ۷۰۰ سال قبل می‌رسد و قطر پایه‌های آن در حدود ۱۵ متر می‌باشد. ارتفاع این برج در ابتدا در ۴ طبقه بوده است، که در زمان جنگ جهانی اول در حمله روسها، طبقه بالائی آن با توپ تخریب شده است. این بنا یکی از چهاربرج دیده‌بانی و دفاعی شهر سامن بوده است که در فواصل مختلف در اطراف شهر ساخته شده است این برج دارای ۴ طبقه است که طبقات اول ودوم از چینه که نوعی مصالح بومی است ساخته شده ودارای سقف طاقی شکل میباشد. طبقات سوم وچهارم از خشت خام وگل می‌باشد و پوشش مسطح تیر چوبی دارند. بدنه این طبقات دارای سوراخهای مشبک است که علاوه برجنبه تزیینی جهت تیراندازی به سوی دشمنان تعبیه شده است.در مجاورت برج خانقلی تکیه ای قدیمی در دو طبقه وجود دارد که به تکیه پای برج یا تکیه خانقلی شناخته میشود . برج خانقلی در تاریخ۱۸ اسفند ۱۳۸۷ با شمارهٔ ثبت ۲۵۱۲۱ به‌عنوان یکی از آثار ملی ایران به ثبت رسیده است.

### مقبره سام و حام فرزندان نوح نبی در سامن
با توجه به نوع معماری و مصالح به کار رفته در ساختمان مقبره قدمت بنا مربوط به دوره قاجار است و احتمال می‌رود که بر روی بنای قدیمی تر احداث شده باشد مقبره موصوف در آرامستان  قدیمی سامن واقع شده و این اثر در تاریخ ۱۸ اسفند ۱۳۸۷ با شمارهٔ ثبت ۲۵۱۱۴ به‌عنوان یکی از آثار ملی ایران به ثبت رسیده است.با توجه به بیش از ۲۰ کتب معتبر که از آن جمله می‌توان به یاقوت حموی، ابن فقیه همدانی ( نگارش شده در ۱۲۰۰ سال قبل )، البابالانساب، استخری معتبرترين جغرافیدان جهان اسلام ،عجایب المخلوقات ،زکریا قزوینی و آیه ۴۴ سوره هود اشاره کرد که تایید و تأکید کرده‌اند که محل به گل نشستن کشتی نوح و فرزندانش در کوه جودی در حوالی منطقه نهاوند کنونی میباشد و نوح نبی و فرزندانش جهت بنای اولیه نهاوند ( نوح آوند ) مدت طولانی در این منطقه زندگی می‌کردند و دو فرزند نوح نبی به نام سام و حام در سامن چشم از جهان فرو بستند و در سامن دفن میباشند همچنین مقبره یوشع دیگر فرزند نوح در روستای انوج در حوالی سامن می‌باشد که بسیاری از مردم اشتباها آن را بابا حسین می‌نامند ولی مقبره متعلق به یوشع بن نوح می‌باشد لذا با استناد به کتب مرجع و معتبر فوق الذکر که تنها چند کتاب ذکر گردیده است مقبره سام و حام در سامن و یوشع در انوج فرزندان نوح نبی است .

### مسجد جامع سامن
مسجد جامع سامن یکی از قدیمی‌ترین مساجد است که مشخصه اصلی آن نبود ستون در فضای داخلی آن است قسمت جدیدی به این مسجد اضافه شده که آن را به مسجد بزرگی تبدیل کرده است.

### مجموعه توریستی مصلی سامن (بام سامن)
با توجه به اینکه شهر سامن از نظر جغرافیایی محل اتصال ملایر به جنوب و غرب کشور است، پارک مصلی این شهر دارای یک موقعیت منحصر به فردی است و این روزها مصلی سامن با مناظر رؤیایی و آب و هوای خوب شاهد بازدید مسافران زیادی از سراسر کشور است. لازم است ذکر شود این پارک کوهستانی در آغلی مناسبت‌ها و مراسم ملی و مذهبی، محلی است برای تجمع اهالی شهر سامن. 

### امام زاده ابراهیم
واقع در روستای طجر آستان باشکوه امام زاده ابراهیم در ۴ کیلومتری شهر سامن از توابع شهرستان ملایر، در وسط گورستان عمومی روستای طجر واقع شده است. مساحت امام زاده در حدود ۲۸×۳۰ متر است و گنبد آن دارای تیر چوبی است. صندوق امام زاده نیز از جنس چوب می‌باشد؛ طاق امام زاده خشتی گلی است. اصل بنای ساختمان بقعه مربوط به دوران قاجاریه بود. ابتدا به صورت مکانی کوچک بوده که خانواده ای فقیری در آنجا زندگی می‌کرده و از کمک‌های مردمی روزگار را می‌گذرانده‌اند. پس از وی سیدی آنجا را نگهداری می‌کرد. در سال ۱۳۴۸ توسط اهالی بازسازی شده و در حدود ۳۵ سال قبل ضریح بسیارعالی بر روی مرقد امام زاده نصب شده است. ضریح امام زاده در حدود ۳ × ۲ متراست و ساخت آن در اصفهان میدان نقش جهان انجام شده است. این بقعه دارای گنبدی گرد است. مساحت تقریبی بنا ۲۰۰ متراست که در جانب آن مسجد واقع شده و توسط هفت پلکان به صحن یا ایوان کوچک بقعه و پس از عبور از ایوان بقعه داخل حرم می‌شود. فضای اطراف حرم حدوداً ۲۰۰۰ متر مربع است که بوسیلهٔ دیوار دور تا دور آن محصور گردیده است. ورودی و خروجی فضای اطراف حرم دارای درب مشخصی نیست. داخل محوطه و سمت راست حرم مسجدی چسبیده به بقعه امام زاده وجود دارد که مسجدی بزرگ و زیباست. در کنارمسجد مقبرهٔ بسیار زیبایی برای شهدا ساخته شده است. اولین شهید روستا در جنگ تحمیلی شهید علی مطلبی است. روستا کلاً دارای ۱۴ شهید است.
نسب شریف امام زاده سید ابراهیم مدفون در روستای طجر بخش سامن شهرستان ملایر به چهار واسطه به امام جعفر صادق  منتهی می‌شود که از قرار ذیل است:
سید ابراهیم بن عبدالله الاحنف بن عیسی الاکبر النقیب بن محمد الاکبر بن علی العریضی بن الامام جعفر الصادق.
تنها حمام قدیمی خزینه ای فعال در کشور واقع  روستای علمدار سامن این حمام خزینه ای بسیار قدیمی هنوز هم مورد استفاده قرار می‌گیرد و با معماری بسیار قدیمی و منحصر به فرد تنها حمام خزینه ای فعال در ایران است  و بسیاری از افرادی که به شهرهای اطراف مهاجرت کرده‌اند گاهی برای استفاده از حمام بازمی‌گردند و معتقدند برای سلامتی بسیار مفید است.

### شهر زیرزمینی سامن
این شهر با قدمت حداقل ۳۵۰۰ سال قدیمی ترین شهر زیر زمینی ایران است. سامن یکی از کهن ترین شهر های ایران می باشد که در ۱۵ کیلومتری ملایر قرار دارد.  شهر زیر زمینی سامن در سال ۱۳۸۴ به‌طور اتفاقی کشف شد. باستان شناسان با توجه به اسکلت ها و اشیا کشف شده  هسته اولیه شهر را متعلق به قبل از دوره  شاهنشاهی اشکانیان و حداقل قدمت این شهر را ۳۵۰۰ سال و بعضی از باستان شناسان حتی قدمت آن را  تا ده هزار سال نیز تخمین زده اند .  در طول تاریخ به وسعت آن افزوده شده است این مجموعه بینظیر در بستری از سنگ گرانيت ساخته شده و مجموعه ای حیرت آور از اتاق ها و دالانهای تودرتو و شبیه به هم است که بسیار ماهرانه طراحی و اجرا شده است یک رشته قنات چند هزار ساله جاری در این شهر دستکند وجود دارد البته هنوز بخش بزرگی از شهر زیر زمینی کاوش نشده است ولی بخش های کشف شده نشان دهنده مردمان در دوره های مختلف کابردهای مختلفی از شهر زیر زمینی داشته اند از برپایی پیروان آیین میترائیسم و دفن مردگان تا جهت در امان ماندن از هجوم دشمنان مورد استفاده قرار می‌گرفته است.بعضی گفته های محلی حکایت از چندین راه مخفی طولانی به خارج از این سهر میباشد که هنوز کشف نشده است موقعیت کنونی شهر این احتمال را می‌دهد که خرابه‌های شهری باشد که از آن به عنوان رامن در کتاب‌های المسالک و الممالک یاد شده است.
شهر زیرزمینی سامن پنهان در جنوب استان همدان در شهر سامن واقع شده است. این شهر در سال ۱۳۸۴ به‌طور اتفاقی کشف شد. باستان شناسان هسته اولیه شهر را متعلق به قبل از دوره اشکانیان می‌دانند که در طول تاریخ به وسعت آن افزوده شده است. موقعیت کنونی شهر این احتمال را می‌دهد که خرابه‌های شهری باشد که از آن به عنوان رامن در کتاب‌های المسالک و الممالک یاد شده است. این شهر به صورت دستکند بر بستری از سنگ گرانیت قرار دارد قسمت عمده این شهر زیر زمینی در زیر شهرسامن قرار دارد. در حال حاضر اطلاعی از تاریخ دقیق این شهر در دست نمی‌باشد اما طبق بررسی‌های اولیه احتمال می‌رود قدمت این مکان به قبل از سلسله اشکانیان بازگردد. احتمالاً وسعت این شهر در زمان مهرداد یکم در حدود (از ۱۶۰ تا ۱۳۰ پیش از میلاد) به بیشترین حد خود رسیده باشد و برای انجام مراسم مذهبی درست شده باشد. وسعت این شهر بیش از ۳ هکتار برآورده شده است که در حال حاضر حدود ۲۵ اتاق این شهر در زیر منطقه‌ای موسوم به سرقلا کشف شده است. به علت رطوبت زیاد بخش عظیمی از این مکان هنوز در دل سنگ‌ها پنهان باقی‌مانده است. بخش‌های کشف نشده عموماً در عمق ۶ متری و بعضاً بیشتر قرار دارند که کار را برای باستان شناسان سخت می‌کند. این مکان به مرور در دوره‌های تاریخی وسعت گرفته و اتاق‌ها و راهروهای این شهر قدمت‌ها متفاوتی دارند. به نظر می‌رسد آنچه در حال حاضر از این مکان کشف شده تنها بخش کوچکی از این شهر باشد. به احتمال زیاد این فضا نخستین بار به منظور انجام مراسم مذهبی خاصی، احتمالاً میترائیسم، بر پایه پرستش «میترا» ایزد ایران باستان و خدای خورشید، مورد استفاده بوده شواهد و مدارک موجود حاکی از آن است که مراسم مذهبی به صورت پنهانی در زیر زمین انجام می‌گرفته است و برخی از کانال‌های این فضا احتمالاً برای تدفین قربانیان مذهبی یا بزرگان ادیان مورد استفاده قرار می‌گرفته.
طبق بررسی‌های صورت گرفته این شهر در طول تاریخ شاهد سه دوره استفاده بوده است.

#### دوره اول
علت شکل‌گیری این شهر پنهان به دوره اول بازمی‌گردد که طبق بررسی‌ها هسته اولیه شهر قدمت بیشتری از برخی از کانال‌ها و اتاقک‌های اطراف شهر دارد. این احتمال وجود دارد که این شهر برای انجام مراسم خاص میترائیسم به‌طور پنهان درست شده است.

#### دوره دوم
در این دوره از تاریخ بیشترین استفاده از این مکان صورت گرفته که مربوط به سلسله اشکانیان می‌باشد. با اینکه حفر این مکان بسیار پیش‌تر از اشکانیان صورت گرفته اما استفاده مستمر و به نوعی دوران اوج خود را در این دوران سپری کرده است.

#### دوره سوم
دوره سوم دوره افول این مکان باستانی می‌باشد که به نظر می‌رسد با کاسته شدن قدرت پادشاهان ایران هم‌زمان می‌باشد. در این دوره از این مکان به عنوان پناهگاه و برای تدفین مردگان خاصی استفاده می‌شده است. این دوره از زمان حمله اعراب به ایران و جنگ نهاوند تا جنگ جهانی اول و حتی دوره قاجار ادامه داشته و موردی که همه باستان شناسان در مورد آن اتفاق نظر دارند مجهول بودن این شهر در تمام سه دوران خود است، به‌طوری‌که این مکان توسط افراد خاص مورد استفاده قرار می‌گرفته و عموم مردم از این مکان مرموز اطلاع نداشته‌اند.

## افراد سرشناس

### مرحوم اسماعیل سامنی
فرزند فتحعلی بگ، مالک چندی روستا و زمین‌های زراعی در سامن و حومه، رئیس دیوان عالی کل کشور در اواخر دوره پهلوی اول و اوایل پهلوی دوم. نامبرده انسانی تحصیل کرده در علوم حقوقی و فقهی و دارای مدرک دکتری در و مسلط به چهار زبان عربی، انگلیسی، فرانسه و آلمانی بوده است. وی فردی خیر، متواضع، فداکار، واقف املاک بسیار که از پدر به ارث برده بوده است. همچنین به مدت چندین سال در ابتدای خدمتش استاندار استان‌های آذربایجان‌های شرقی و غربی و مازندران بوده است

### محمود گودرزی
محمود گودرزی (زاده ۱۳۳۴) سیاستمدار، کشتی‌گیر سابق، استاد تمام دانشکده تربیت بدنی و علوم ورزشی دانشگاه تهران، وزیر سابق وزارت ورزش و جوانان و دبیر شورای عالی جوانان جمهوری اسلامی ایران است.

### دکتر علی محمد ترابی
(دکتر علی محمد ترابی) (زاده ۱۳۴۰) اقتصاددان، مدیر گروه و عضو هیئت علمی دانشگاه بوعلی سینا همدان، استاد افتخاری دانشگاه تربیت مدرس تهران، مشاور ارشد وزیر اقتصاد و دارایی دولت چهارم، مؤلف بیش از ده جلد کتاب در حوزه‌های مختلف اقتصادی، بورسیه دولت جمهوری اسلامی ایران بعنوان نخبه علمی جهت ادامه تحصیل در دانشگاه سوربن فرانسه. (وفات فرانسه سال ۱۳۷۳ شمسی برابر با سال ۱۹۹۴ میلادی).

### خسرو روزبه
خسرو روزبه مشهور با نام‌های مستعار «سعیدی» و «ستخر» (مخفف ستوان توپخانه، خسرو روزبه)
(۱ شهریور ۱۲۹۴، سامن ملایر- ۲۱ اردیبهشت ۱۳۳۷) ستوان کمونیست، ریاضیدان، نویسنده، متخصص نظامی و استاد دانشکده افسری و از اعضای شاخص سازمان نظامی و مخفی حزب توده و مسئول شعبه اطلاعات کل آن بود. او را چه بسا بتوان جنجال‌برانگیزترین و شناخته‌شده‌ترین چهرهٔ جنبش کمونیستی در ایران نامید. روزبه نویسنده چندین کتابچه آموزش شطرنج و جنگ‌افزارهای توپخانه‌ای بود و تألیفات او دربارهٔ خمپاره و توپ سال‌ها به عنوان کتاب درسی مدارس نظامی تدریس می‌شد. او به همراه آرداشس اُوانِسیان نخستین فرهنگ واژگان سیاسی در ایران را به رشته تحریر درآورد. خسرو روزبه یکی از شخصیت‌های جنجالی تاریخ معاصر ایران به‌شمار می‌رود و عملیات او در گریز از دام مأموران، سال‌ها نقل محافل و شهره خاص و عام بود. او به سال ۱۳۳۶ دستگیر شد و یک سال پس از آن به اعدام محکوم و تیرباران شد.
ساواک هیچ‌گاه اعترافات روزبه را بیرون نداد، شاید به این خاطر که مرگ جسورانه‌اش، از او یک الگوی انقلابی ساخته و پرداختن بیش‌تر به این موضوع، موجب شهرت بیش‌تری برای روزبه می‌شد. ساواک ترجیح می‌داد از مخالفان شاه - زنده یا مرده - افرادی گم‌نام بسازد.

## بخش سامن
بخش سامن، متشکل از شهر سامن با چهار دهستان سامن، آورزمان، سفید کوه و حرم رود سفلی و دارای ۶۵ روستا، بر اساس آخرین سرشماری انجام شده در سال ۱۳۹۵ دارای ۳۱۰۶۰ نفر جمعیت در جنوب غربی شهرستان ملایر واقع شده.
۶۵ روستای تابعه سامن
ابدر-
حسن ابادابدر-
اورزمان-
دوریجان-
عباس اباد-
مهدی اباد-
میانزولان-
دهلق-
جریا-
دره امیدعلی-
لولوهر-
موداران-
ارته بلاغ-
بلرتو-
کلیل اباد-
هزارجریب-
اسکنان-
حسین ابادناظم-
مالیچه-
حسن کوسج-
ده نواورزمان-
قلعه کرتیل اباد-
کرتیل اباد-
کهریزحسین ابادناظم-
ایرانه-
بهمن اباد-
شریف ابادطجر-
ناصح اباد-
جیجان رود-
خوش اباد-
حاجی خدر-
زرشگی-
ضرب علی-
نازول-
نمازگاه-
هریرز-
کهکدان-
محموداباد-
واشان-
یونس-
امیرالامرا-
سراب طجر-
طجرسامن-
فیروزاباد-
کمربنه-
اردکلو-
پیرسواران-
انوچ-
رحمن ابادانوچ-
انجیره-
زاغه انوچ-
بهاره-
سیاه کمر-
قشلاق انوچ-
علی مرادخواه-
چشمه ساران-
گلدره انوچ-
دهریز-
بیدکلمه.
قشلاق پیرحیاتی-
محله‌های شهر سامن
1. سرقلا
2. سرکمر
3. سر اسیل
4. محله نو
5. علی‌آباد
6. چاله گوشه
7. پشت باغا
8. شهرک قائم

 محله‌ها و وجه تسمیه محله‌های سامن
سامن اکنون دارای سه محله اصلی سرکمر، سر اسیل و محله نو می‌باشد. قدیمی‌ترین مکان برای زندگی در سامن محله سرقلا است. به معنی بالاترین خانه‌ها که سامن در ابتدا از همین یک محله تشکیل شده بود، سرقلا از نظر موقعیت مکانی نسبتاً بلندتر و مرتفع تری بود و در سه طرف سرقلا مکان‌هایی گود و چال وجود داشت که تبدیل به مکان‌هایی برای دسترسی به اب در نظر گرفته می‌شد، این مکان‌ها بعداً بنام چال گوشه، چال بغچه تیت (باغجه توت)، چال خانقلی فراخوانده می‌شد. بعد از سرقلا محله سرکمر از قدیمی‌ترین محله است که علت نهادن نام سرکمر بر این محله به خاطر واقع شدن آن بر روی سنگ‌های گرانیت استکه به زبان سامنی کمر نامیده می‌شد و آنچه که اکنون این گفته را تأیید می‌نمایید همان کشف شهر زیر زمینی است که تماماً از سنگ‌های گرانیتی تشکیل یافته است.
دومین محله سامن بعد از محلهٔ سر کمر که جمعیتی را در خود جای داد سر اسیل یا سر استیر است که در زبان پهلوی آبگیر را معنی می‌دهد. خانه‌های این محله چون در گرداگرد آبگیری بنیاد نهاده شد آن را سراستیر یا سراسیل نام نهادند. سومین محله سامن محله نو هست که در گویش سامنی به ملنو معروف است
محله نو از نامش پیداست که محلهٔ جدید الاحداثی بوده که در اطراف دو محله قدیمی احداث شده است.
اسامی مزارع سامن
دلزه (دزله)-دره قشلاق-کریم آباد-پشت باغا-سیاه کوه- زرین خانه- اسیلیه- مزرانو- حیازه- کیوره افشار (شالی)- کیوره قاضی- ورکونه- دره خونی- دره کلنگ- دره اسبی- می وا (جایی که تاکستان آنجا را آباد کرده)- اُشتِرمل- داله- دِله - زونی اؤ- زاغه- یه رو را- کوهانی-

## پوشاک قدیمی سامن
پوشاک لری قدیم زنان سامن
لباس زنان سامن با توجه به سن آنها از نظر رنگ و تاحدودی طرح با هم تفاوت داشته؛ زنان مسن تر پارچه‌هایی به رنگ تیره و طرحی ساده و سربندی سیاه و سفید را ترجیح می‌دادند. روسری زنان جوان که در زبان سامنی به آن، سر بن (سربند)، می‌گفتند زیبایی خاصی به سر زنان می‌داده. این روسری‌ها که معمولاً ابریشمی بودند و در طرح‌ها و رنگهای مختلف به کار می‌رفتند، با گره زیبایی به دور سر پیچیده می‌شدند و گوشه‌های آن هم به صورت آویزان بر پشت سر قرار می‌گرفته که یکی از مزایای آن حفاظت سر از سرما بوده. پیراهن زنان سامن دارای برشی ساده، بلند و گشاد با طرح‌های گلدار و رنگهای الوان بوده. قسمت‌های دیگری بر روی پیراهن زنان قرار می‌گرفت (کت) که نیم‌تنه را می‌پوشانده، نواردوزی نداشته و با دکمه در جلو بسته می‌شده. جلیقه (جلیقزه) که دکمه نداشته و همیشه باز بوده و در قسمت جلوی آن یراقدوزی، سکه دوزی شده بوده.
پوشاک لری قدیم مردان سامن
مردان سامنی دارای پوشش ساده ای بوده‌اند و جنبه‌های تزئینی آن کمتر بوده، شلوار آنان معمولاً به رنگ مشکی و به طرح و هیبت شلوارهای لری بوده است. همچنین پیراهن آنان با برش ساده و اغلب به رنگ سفید و گاه رنگین، دارای یقه‌ای ساده و جلو بسته بوده که معمولاً در جلو آن سه دکمه قرار داشته است. قسمت دیگر آن مرادبگی یا مرادخانی بوده که در طرح‌های گلدار و شاد برای مراسم‌های شادی و جشن، و طرح‌های ساده با رنگهای کم مایه در انجام مراسمات تشریفاتی و عزا بکار می‌رفته. کلاه نمدی که گاهی سربندی به دور آن پیچیده می‌شده و شال (شال به دور کمر وبر مراد بگی پیچیده می‌شد و کلیه‌ها را از سرما محافظت می‌نمود) نیز از دیگر بخش‌های این پوشاک بوده. گیوه (که از نخ سفید و گاهی سیاه بافته می‌شد از بوی بد پا جلوگیری می‌کرد) نیز از خصوصیات ویژه لباس مردان سامنی به‌شمار می‌آمده است.

## سابقه تاریخی
در متون جغرافیایی وکتابهای المسالک و الممالک، در طول هفت قرن اول هجری از وجود شهری به نام رامن در میانهٔ راه همدان – وروگرد پرده برمی‌دارند و کمابیش آن را توصیف می‌کنند. برخی از نویسندگان محل این شهر را با سامن امروزی که شهری در ۱۷ کیلومتری جنوب غربی ملایر است، تطبیق کرده و حتی یاقوت حموی و گای لسترنج مستشرق نامی را متهم به خبط و خطا در ثبت نام آن می‌کنند و مدعی هستند که آنها به جای سامن اشتباهاً رامن نوشته‌اند. راقم سطر در این‌جا فرصت را غنیمت شمرده و اشتباه این پژوهشگر را گوشزد خوانندگان می‌کند زیرا با توجه به شواهد و قراین مستحکم و نصّ صریح متون جغرافیایی گذشته محل قطعی شهر رامن را در در شمال دشت ملایر است (نشان خواهد داد) که شرح و بسط این سخن در سطور آتیه آورده می‌شود. نخستین کتاب جغرافیایی که نام رامن درآن ثبت شده، المسالک و الممالک نوشته محمد بن ابراهیم الاصطخری است که در سال ۳۴۶ه تألیف یافته است مؤلف گرانقدر در میان شهرهای کوهستان (جبال) از رامن نام می‌برد و فاصلهٔ آن را از همدان هفت فرسنگ از بروجرد چهارده فرسنگ می‌نویسد. پسر حوقل نیز که کتاب خود موسوم به «صوره الارض» را بیست سال پس از وی، در سال ۳۶۷ه نگاشته است دوبار از رامن نام می‌برد: یک بار در ذکر نام شهرهای جبال و بار دیگر در ذکر مسیر همدان به اسپهان از رامن نام برده و فاصلهٔ آن را با همدان هفت فرسنگ و با بروجرد یازده فرسنگ می‌شمارد و آن را شهری نیکو احوال (البته نه به نیک احوالی بروجرد) می‌داند. ابو عبدالله محمد بن احمد بیاری المقدسی نیز که در سال ۳۷۸ کتاب خود را با نام «احسن التقاسیم فی معرفه الاقالیم» را به رشته تحریر کشیده دوبار از رامن به عنوان یکی از شهرهای کوهستان نام برده، ولی متأسفانه دربارهٔ آن توضیح بیشتری بدست نمی‌دهد. اما توصیف دقیق و زیبای شهر رامن را در نخستین کتاب جغرافیایی فارسی‌زبان موسوم به «حدودالعالم من المشرق الی المغرب» باید جستجو کرد. مؤلف گمنام این کتاب ارزشمند که در سال ۳۷۲ هجری در گوزگانان نوشته شده، به توصیف شهرهای کوهستان پرداخته و منطقه پهله را شهر به شهر و از سمت جنوب به شمال توصیف می‌کند یعنی از اسپهان، خان لنجان و برج شروع کرده پس از توصیف شهرک وروگرد، رامن را چنین توصیف می‌کند: «رامن شهرکی است کم مردم و بسیار کشت و برز و به براکوه نهاده است.» و پس از آن شهری را بدین صورت توصیف می‌کند که: «شهری بزرگ است و آبادان و با نعمت و مردم بسیار و جای بازرگانان و از وی زعفران خیزد و پنیر… کی به همه جهان ببرند.» در نسخه خطّی نام این شهر ناخواناست و پس از آن روذراور و نهاوند و الیشتر را شرح می‌دهد.